# Ed Lu
Edward Tsang "Ed" Lu (en xinès 盧傑 o bé Lú Jié; nascut l'1 de juliol de 1963) és un físic americà i anterior astronauta de la NASA. Va realitzar dues missions dels Transbordador Espacial i ho va ampliar amb una estada de llarga duració a bord de l'Estació Espacial Internacional.